# Firestone Tire and Rubber Company
Firestone Tire and Rubber Company é uma fábrica de pneus fundada em 1900 por Harvey Firestone e que foi comprada pela empresa japonesa Bridgestone, também do ramo de pneus.

## História

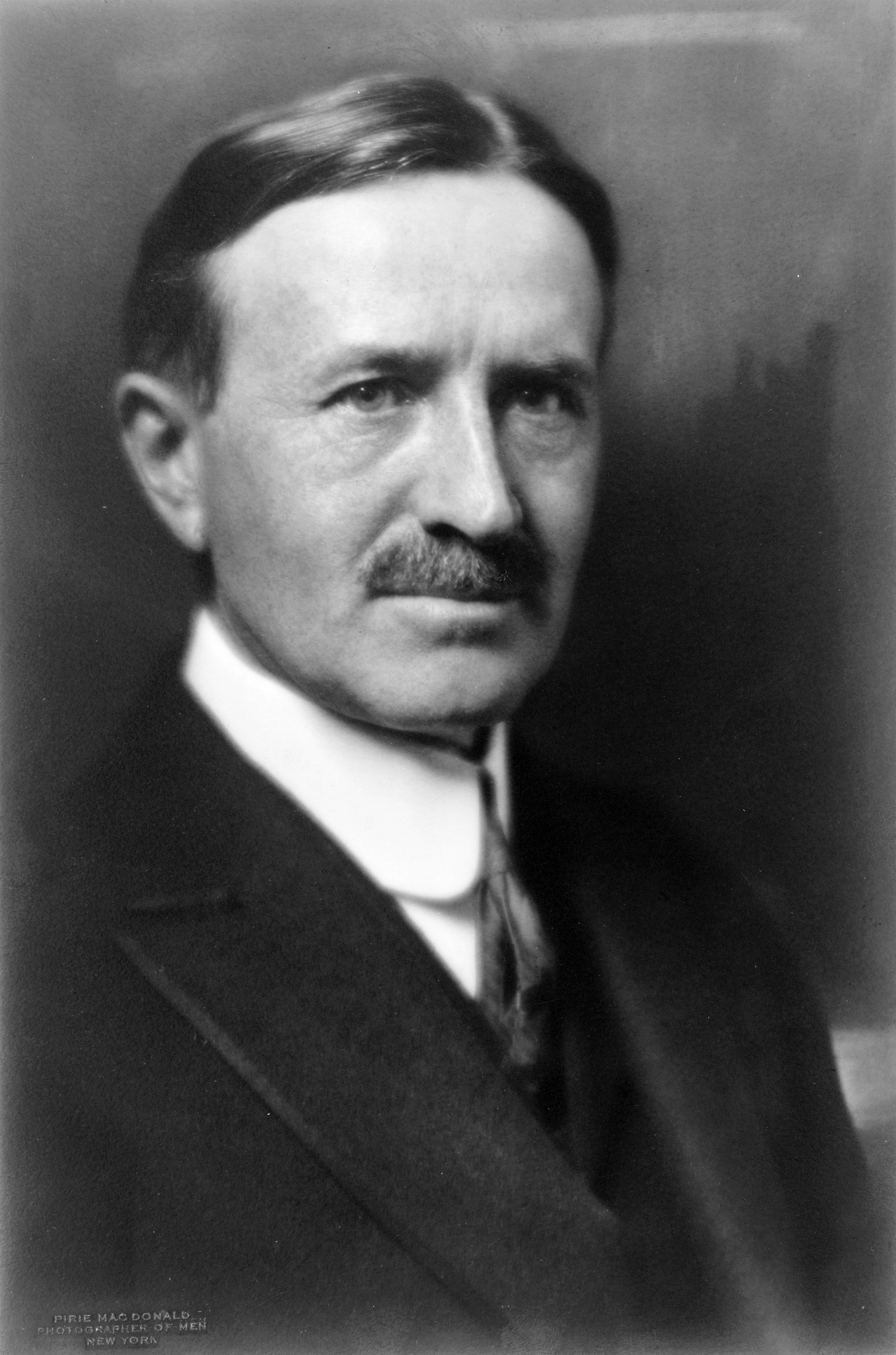
Harvey Firestone

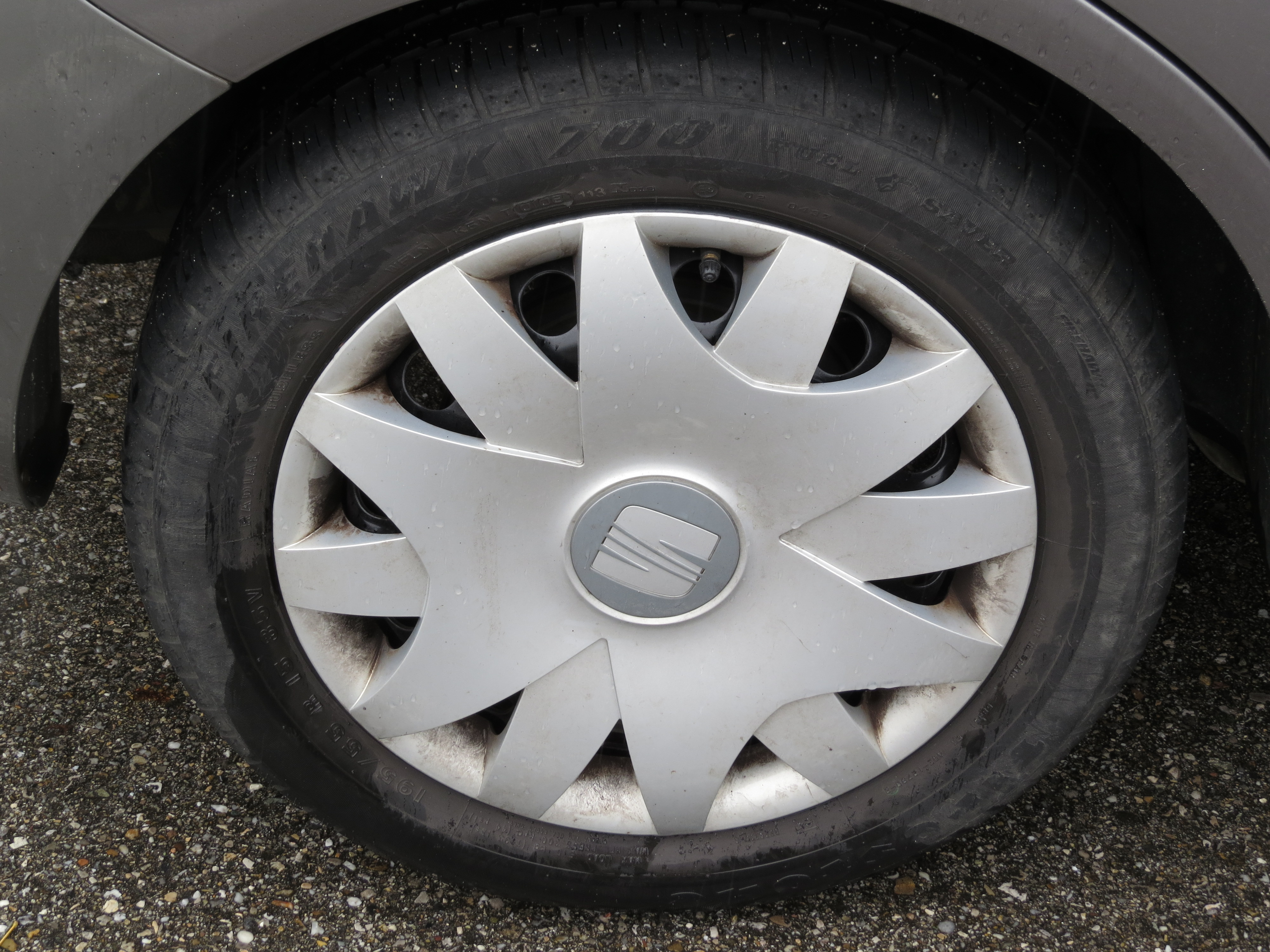
Firestone Firehawk 700 195/55 R 15 (2017)

A Firestone foi fundada em 3 de agosto de 1900, em Ohio (EUA), com o nome de Firestone Tire & Rubber Company, pelo jovem empreendedor Harvey Firestone, com um capital inicial de US$ 20 mil. Inicialmente, a empresa fabricava pneus para carruagens e contava, então, com 12 empregados. Desde o início, Firestone se preocupou com a constante melhoria da qualidade de seus produtos. Por esta razão, seus pneus foram escolhidos por Henry Ford, fundador da Ford Motor Company, para equipar o primeiro automóvel produzido em série. Em 1938, quando Firestone morreu, aos 69 anos, a companhia já tinha várias fábricas espalhadas pelo mundo - a unidade brasileira iniciaria suas operações um ano depois, em Santo André.

### Segunda Guerra Mundial
Durante a Segunda Guerra Mundial, a Firestone, além de pneus, passou a produzir asas de avião, esteiras para tanques, caminhões antiaéreos e tanques de oxigênio. Com o aumento da demanda por veículos importados e seus componentes, após o fim da guerra, as vendas da Firestone chegavam à marca de US$ 1 bilhão em 1953. Onze anos depois, a empresa adquiriu a divisão de pneus da Seiberling Rubber Co. nos EUA. Em seus mais ambiciosos investimentos até então, a companhia comprou 300 lojas de serviços automotivos da J.C. Penney, em 1983, com o objetivo de diversificar suas atividades como produtora de pneus.

### Aquisição pela Bridgestone
A união com a Bridgestone aconteceu em 1988, quando a empresa sediada no Japão adquiriu a Firestone por US$ 2,6 bilhões. Em seguida, a Bridgestone anunciou um plano de investimentos da ordem de US$ 1,5 bilhão nas operações da empresa e, um ano depois, surgia a Bridgestone Americas Holding, que incorpora as operações da Bridgestone do Brasil nas Américas.

## Esportes a motor
Um carro calçando Firestone de venceu a 500 milhas de Indianápolis de 1911, assim como todas as provas de 1920 até 1966. A empresa também proveu pneus para a Fórmula 1 de 1950 até 1974. Anunciou saída dos esportes a motor em Agosto de 1974 (exceto Formula 5000 e Fórmula 1). O objetivo era diminuir o orçamento anual de testes de compostos de cerca de US$ 8 milhões para algo como US$ 500.000. Logo em seguida estendeu esta saída às demais categorias ao final de 1974. A fábrica retornou em 1995 competindo na CART com participação técnica da Bridgestone, que competia na Fórmula 1. Goodyear se retirou após 1999, devido ao desempenho claramente inferior aos compostos da Firestone. Carros equipados com os compostos Firestone venceram 4 temporadas seguidas. Desde então a Firestone é a fornecedora única de pneus da Fórmula Indy.